# Peperomia meridana
Espèce
Peperomia meridana est une espèce de plantes de la famille des Pipéracées originaire du Venezuela.